# Asti (California)
Asti es un área no incorporada ubicada en el condado de Sonoma en el estado estadounidense de California.

## Geografía
Asti se encuentra ubicada en las coordenadas 38°45′47″N 122°58′23″O / 38.76306, -122.97306.